# Odina
Odina là một chi bướm ngày thuộc họ Bướm nâu.